# Basílica de San Gerardo Mayela
La Basílica de San Gerardo Mayela (en portugués: Basílica São Geraldo Majela) es un templo de la Iglesia Católica, que se encuentra en Curvelo, en el estado de Minas Gerais, en Brasil construida en 1906 por misioneros redentoristas holandeses. Ella es la única basílica en el mundo dedicada a este santo redentorista.
Con la canonización de San Gerardo en 1904, los Padres Redentoristas Tiago Boomaars, José Goosens y el hermano Filipe Winter se dedicaron a propagar el nombre del nuevo santo católico. Recibidos por la población minera se dio inicio a la construcción de la iglesia de San Gerardo.
El 18 de septiembre de 1906, durante su misión, los Redentoristas llegaron a la Iglesia del Rosario en la ciudad de Curvelo, donde se establecieron y donde más tarde se iniciará la construcción de la Iglesia de San Gerardo. El 22 de marzo de 1912 la construcción de la iglesia comenzó y continuó hasta 1919. Durante este periodo, los Redentoristas recibieron importantes contribuciones de las personas locales que ayudaron con la mano de obra y donaciones de productos para la venta y recaudación de fondos.
Recibió el título de basílica por decisión del Papa Pablo VI, el 30 de abril de 1966.

## Véase también

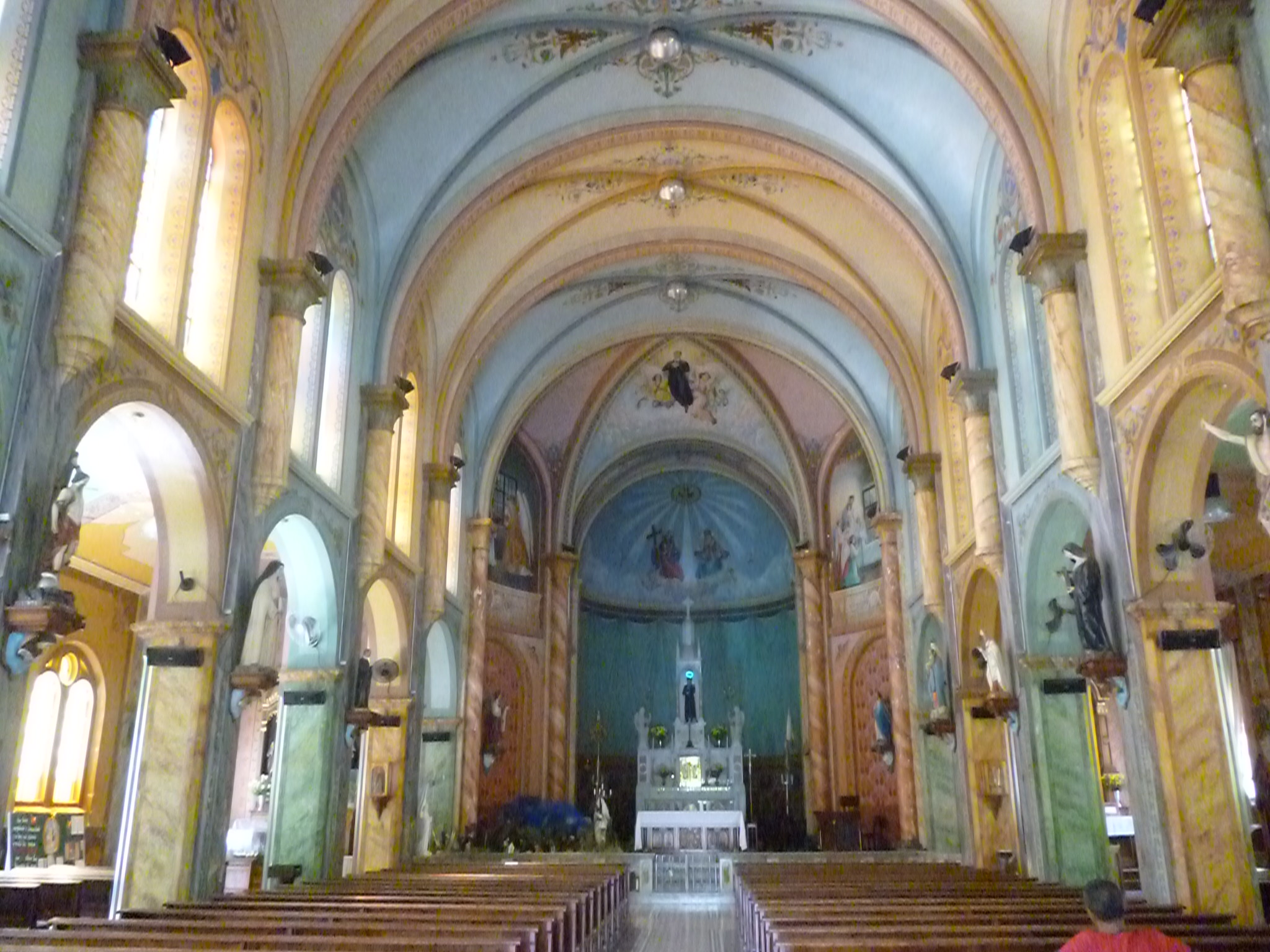
Vista interna